# Каирское дерби
Каирское дерби (араб. ديربي القاهرة‎) — футбольное дерби Каира между «Аль-Ахли» и «Замалеком». Это противостояние между одними из самых успешных клубов в Египте и Африке. «Аль-Ахли» и «Замалек» были названы Африканской конфедерацией футбола (КАФ) первым и вторым африканским клубом XX века соответственно. Обе команды базируются в Большом Каире, и их матчи считаются центральными событиями футбольного сезона, прямая трансляция которых проводится в большинстве стран Ближнего Востока и Северной Африки с 1970-х годов. Обычно за сезон проводится два матча дерби в рамках чемпионата Египта, но не является редкостью и большее количество игр между командами: в рамках Кубка Египта (особенно в финале), Лиги Чемпионов КАФ и других соревнований.
История противостояния двух команд ведётся с 1896 года и на данное время насчитывает более 280 матчей.

## Соперничество

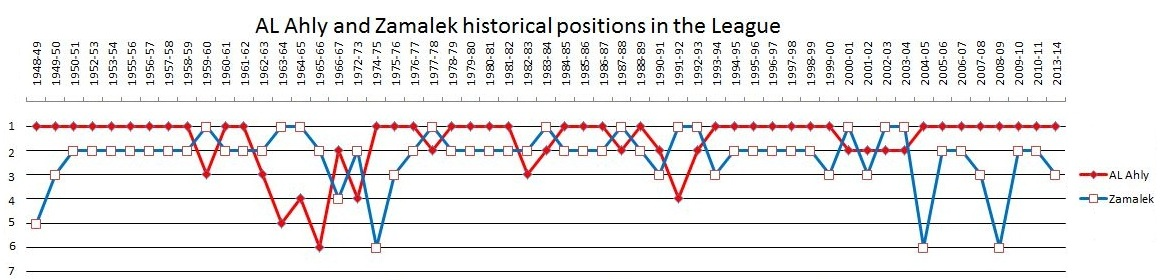
Позиции «Аль-Ахли» и «Замалека» в чемпионате Египта по сезонам.

С момента своего создания оба клуба заняли место ведущих в Египте. В 1949 году «Аль-Ахли» стал первым чемпионом Египта. Всего в своём активе (по состоянию на апрель 2019 года) «Аль-Ахли» имеет на своём счету 40 чемпионских титулов, а «Замалек» — всего 12.
Самая крупная победа в Каирском дерби была зафиксирована в финале Кубка Египта 1944 года, где «Замалек» разгромил «Аль-Ахли» со счётом 6:0, такой же результат в пользу «Замалека» был в матче между соперниками в 1942 году. Самый же крупный счёт в рамках чемпионата Египта был отмечен в сезоне 2001/2002, когда «Аль-Ахли» в гостях переиграл «Замалек» со счётом 6:1.
Соперничество также сопровождает ожесточённое противостояние фанатов обоих клубов. С установлением в Египте авторитарного режима ситуация с многочисленными боями, сопровождаемыми ранениями и смертями, стала более контролируемой. Тем не менее, массовые драки и беспорядки по-прежнему происходят после матчей дерби между двумя группами болельщиков, что приводит к тому, что правительство размещает ещё большее количество войск Центральных сил безопасности на стадионах во время дерби. Количество драк увеличилось с ростом популярности движений «ультрас».
Матчи между противниками зачастую являются решающими в рамках тех турниров, в которых они встречаются. Так в Кубке Египта игры Каирского дерби преимущественно приходятся на финалы. В чемпионате Египта клуб, добывший максимум очков в дерби, редко упускает возможность стать чемпионом, что делает Каирское дерби в рамках чемпионата важнейшим событием и с турнирной точки зрения.
Для обеспечения нейтральности судейства на матчи Каирского дерби зачастую назначают иностранных рефери. 
В 2018 году журнал World Soccer включил Каирское дерби в десятку самых ожесточенных дерби в мире. Египетская телеаудитория Каирского дерби оценивается в примерно 50 миллионов зрителей, также за этим противостоянием следят в Северной Африке, на Ближнем Востоке и по всему миру.  

## Статистика
| Соревнование       | Всего | Победы «Аль-Ахли» | Ничьи | Победы «Замалека» |
| ------------------ | ----- | ----------------- | ----- | ----------------- |
| чемпионат Египта   | 117   | 43                | 47    | 25                |
| Кубок Египта       | 31    | 16                | 5     | 10                |
| Суперкубок Египта  | 5     | 2                 | 3     | 0                 |
| Лига чемпионов КАФ | 8     | 5                 | 3     | 0                 |
| Суперкубок КАФ     | 1     | 0                 | 0     | 1                 |
| Всего              | 160   | 66                | 58    | 36                |

Лучшие бомбардиры
| Игрок             | Команда                   | Голы |
| ----------------- | ------------------------- | ---- |
| Абдель-Карим Сакр | Аль-Ахли (10) Замалек (7) | 17   |
| Мустафа Таха      | Замалек (12) Аль-Ахли (3) | 15   |
| Махмуд Мохтар     | Аль-Ахли                  | 13   |
| Мохаммед Абутрика | Аль-Ахли                  | 13   |
| Эмад Мотеаб       | Аль-Ахли                  | 10   |
| Гамал Хамза       | Замалек                   | 9    |
| Хусам Хасан       | Аль-Ахли (5) Замалек (4)  | 9    |
| Алаа эль-Хамули   | Замалек                   | 8    |
| Салех Селим       | Аль-Ахли                  | 8    |
| Тото              | Аль-Ахли                  | 8    |

## Титулы
| Аль-Ахли      | Соревнование                               | Замалек |
| ------------- | ------------------------------------------ | ------- |
| Национальные  |                                            |         |
| 40            | Чемпионат Египта                           | 12      |
| 36            | Кубок Египта                               | 26      |
| 10            | Суперкубок Египта                          | 3       |
| 86            | Всего (национ.)                            | 41      |
| Международные |                                            |         |
| 8             | Лига чемпионов КАФ                         | 5       |
| 1             | Кубок Конфедерации КАФ                     | 0       |
| 6             | Суперкубок КАФ                             | 3       |
| 1             | Афро-Азиатский клубный чемпионат (не сущ.) | 2       |
| 4             | Кубок обладателей кубков КАФ (не сущ.)     | 1       |
| 20            | Всего (междунар.)                          | 11      |
| 105           | Всего                                      | 51      |

## Общие игроки
Сначала игравшие в «Аль-Ахли», позднее выступавшие за «Замалек»
| Футболист             | Поз. | Аль-Ахли | Аль-Ахли | Аль-Ахли | Замалек   | Замалек | Замалек |
| Футболист             | Поз. | Годы     | Игры     | Голы     | Годы      | Игры    | Голы    |
| --------------------- | ---- | -------- | -------- | -------- | --------- | ------- | ------- |
| Джамаль Абдельхамид   | Нап  | 1977–84  | ?        | ?        | 1984–94   | ?       | ?       |
| Айман Шауки           | Нап  | 1984–94  | ?        | ?        | 1995–96   | ?       | ?       |
| Мохамед Абдель-Галиль | ПЗ   | 1988–95  | ?        | ?        | 1995–97   | ?       | ?       |
| Хусам Хасан           | Нап  | 1985–99  | 231      | 109      | 2000–04   | 61      | 38      |
| Ибрагим Хасан         | Защ  | 1985–99  | 177      | 4        | 2000–04   | 47      | 4       |
| Феликс Абоагье        | Нап  | 1993–98  | 117      | 47       | 2001–02   | 20      | 5       |
| Ибрахим Саид          | Защ  | 1998–03  | 76       | 18       | 2004–06   | 27      | 4       |
| Осама Хассан          | Защ  | 1999–01  | 0        | 0        | 2006–09   | 30      | 4       |
| Ахмед Магди           | Защ  | 2004–05  | 0        | 0        | 2007–2010 | 75      | 6       |
| Шериф Ашраф           | Нап  | 2005–07  | 0        | 0        | 2008–09   | 52      | 14      |
| Мохамед Абдуллах      | Защ  | 2005–07  | ?        | ?        | 2008–09   | 30      | 0       |
| Хани Саид             | Защ  | 1997–98  | 12       | 2        | 2008–11   | 76      | 4       |
| Хассан Мостафа        | ПЗ   | 2003–09  | ?        | ?        | 2009–11   | 41      | 3       |
| Хуссейн Яссер         | ПЗ   | 2008–10  | 20       | 1        | 2010–11   | 33      | 8       |
| Эссам аль-Хадари      | Вр   | 1996–08  | 510      | 1        | 2010–11   | 4       | 0       |
| Ахмад Хасан           | ПЗ   | 2008–11  | 58       | 22       | 2011–13   | 26      | 14      |

Сначала игравшие в «Замалеке», позднее выступавшие за «Аль-Ахли»
| Футболист       | Поз. | Замалек | Замалек | Замалек | Аль-Ахли | Аль-Ахли | Аль-Ахли |
| Футболист       | Поз. | Годы    | Игры    | Голы    | Годы     | Игры     | Голы     |
| --------------- | ---- | ------- | ------- | ------- | -------- | -------- | -------- |
| Реда Абдель-Аал | ПЗ   | 1987–93 | ?       | ?       | 1993–98  | ?        | ?        |
| Магди Толба     | ПЗ   | 1986–89 | ?       | ?       | 1995–98  | ?        | ?        |
| Ислам эль-Шатер | Защ  | 2003–04 | ?       | ?       | 2004–08  | ?        | ?        |
| Надер эль-Сайед | Вр   | 1992–98 | 103     | 0       | 2005–06  | 2        | 0        |
| Тарек эль-Саид  | ПЗ   | 1998–06 | 132     | 23      | 2006–08  | ?        | ?        |
| Мохамед Седик   | Защ  | 2002–06 | 56      | 2       | 2006–07  | ?        | ?        |
| Моатаз Эно      | ПЗ   | 2002–07 | 60      | 5       | 2007–12  | 49       | 2        |
| Хани эль-Агази  | Нап  | 2006–07 | 1       | 0       | 2008–11  | 12       | 5        |
| Гамал Хамза     | Нап  | 2000–09 | 150     | 50      | 2010     | 0        | 0        |
| Сабри Рахиль    | Защ  | 2009–13 | 61      | 11      | 2013–    |          |          |
| Моамен Закария  | ПЗ   | 2013–14 | 51      | 12      | 2015–    | 30       | 11       |